# Media Source Extensions
Media Source Extensions (abreviado MSE) é uma especificação do W3C que permite ao JavaScript enviar fluxos de bits para codecs em navegadores Web que suportam vídeo HTML5. Para além das utilizações acima referidas, permite que os clientes façam a pré-busca e o armazenamento em buffer do código para o streaming de media inteiramente em JavaScript. É compatível com a Encrypted Media Extension (EME), mas não deve ser confundida e não é necessário que as duas sejam utilizadas em conjunto.
A Netflix anunciou em junho de 2014 o suporte experimental para a reprodução de MSE nas versões beta do Safari do OS X Yosemite.
YouTube começou a usar MSE em seu reprodutor HTML5 em setembro de 2013.[carece de fontes?]

## Suporte para navegadores
- Apple Safari 8 no OS X.[carece de fontes?]
- Google Chrome desde o início de 2013, também no Android.[carece de fontes?]
- Mozilla Firefox 42 com suporte para todos os websites a partir de 3 de novembro de 2015,[3] com um subconjunto de funcionalidades disponíveis para utilização apenas com o YouTube no Windows Vista ou em versões mais recentes do Windows.[4] O Firefox adicionou o mesmo subconjunto de MSE para reprodução do YouTube no macOS a partir do Firefox 38.[5]
- Microsoft Edge desde o seu lançamento em novembro de 2015.[6]
- Microsoft Internet Explorer desde a versão 11 no Windows 8.1, em outubro de 2013.[carece de fontes?]
- Opera desde a versão 30, lançada em 9 de junho de 2015.[7]
- Pale Moon desde a versão 27.0, de 22 de junho de 2015.[8]

## Reprodutores
- Leitor de vídeo da Comcast Soluções tecnológicas
- THEOplayer by OpenTelly: leitor HLS e MPEG-DASH para suporte HTML5 multi-plataforma sem necessidade de Flash plugin[9]
- Leitor MPEG-DASH da Bitmovin para MSE e EME em HTML5[10]
- dash-js para MSE em HTML5[11]
- dash.js para MSE e EME em HTML5[12]
- rx-player para MSE e EME em HTML5 (em direto e a pedido)[13]
- hls.js para MSE em HTML5[14][15]
- hasplayer.js para MSE e EME em HTML5, com suporte para DASH, soft streaming e HLS[16]
- JW Player 7 e versões mais recentes, utilizando MSE e EME em HTML5[17]
- O leitor multimédia do Azure suporta MSE, EME, DASH, HLS, Flash e Silverlight. Os endereços Web de multimédia em fluxo contínuo são publicados numaism/manifest[18] O Unreal HTML5 player usa MSE para reprodução ao vivo de baixa latência (sub-segundo) de fluxos enviados via WebSockets pelo Unreal Media Server.[19]